# خليفة الدوسري
خليفة الدوسري (2 يناير 1999) لاعب كرة قدم سعودي في مركز الدفاع يلعب في نادي الهلال. لعب سابقاً في القادسية و انتقل إلى نادي الهلال في عام 2021 و أعير إلى نادي الفتح مطلع عام 2022.

## مسيرته الكروية
بدأ خليفة الدوسري مسيرته في فريق شباب القادسية. تم استدعاؤه لأول مرة للفريق الأول في 12 أبريل 2018 خلال المباراة ضد نادي النصر، حيث ضمن مقاعد البدلاء. في 28 مايو 2018، وقع أول عقد احترافي له مع النادي. في 29 أغسطس 2019، جدد الدوسري عقده مع القادسية حتى عام 2024. في 7 أغسطس 2021، انتقل الدوسري إلى الهلال بعقد مدته خمس سنوات. في 30 يناير 2022، انضم الدوسري إلى الفتح على سبيل الإعارة.

## الجوائز والألقاب

### نادي الهلال
- دوري المحترفين السعودي: 2023–24-2021-2022
- كأس خادم الحرمين الشريفين: 2022–23، 2023–24
- كأس السوبر السعودي: 2022، 2023,2024
- دوري أبطال آسيا: 2021